# Bitwa pod Grunwaldem (obraz Jana Matejki)
Bitwa pod Grunwaldem – obraz olejny Jana Matejki namalowany w latach 1872–1878, w 1878 wystawiony w pałacu Wielopolskich w Krakowie, od 1902 w zbiorach Towarzystwa Zachęty Sztuk Pięknych, dar społeczeństwa Królestwa Polskiego; od 1945 w zbiorach Muzeum Narodowego w Warszawie (nr inw. MP 443 MNW), w latach 1976–1982 w depozycie w Muzeum Zamkowym w Malborku. Obraz ma rozmiar 426 × 987 cm.

## Opis obrazu
Wśród przedstawionego na obrazie walczącego tłumu wyróżniono wiele postaci historycznych z obu stron starcia. Obraz symbolicznie przedstawia bitwę w momencie, kiedy wciąż toczą się zacięte walki, ale szala zwycięstwa przechyla się już na stronę polsko-litewską.
Środek obrazu
W centrum obrazu znajduje się wielki książę litewski Witold; bez pancerza i hełmu, ubrany w czerwony żupan, a na głowie nosi mitrę. W rozpostartych i podniesionych do góry rękach unosi miecz i tarczę w geście triumfu. Dominująca postać Witolda jest zgodna z ówczesnym poglądem historyków krakowskich Józefa Szujskiego i Stanisława Smolki na wiodącą rolę księcia podczas bitwy. Centralny sposób przedstawienia Witolda Matejko zaczerpnął z obrazu Bitwa pod San Romano Paola Uccello.
Z lewej strony części centralnej znajduje się wielki mistrz zakonu krzyżackiego Ulrich von Jungingen. Jest on ubrany w biały płaszcz z czarnym krzyżem na piersi i siedzi na białym koniu. Z wyrazem przerażenia na twarzy broni się przed atakiem dwóch pieszych wojowników, z których jeden trzyma Włócznię Świętego Maurycego. Umieszczenie na obrazie wizerunku tej włóczni symbolizować może fałsz zakonu krzyżackiego, który uzurpował dla siebie prawo do chrystianizacji na wschodzie. Drugi wojownik trzyma topór i ma na głowie kaptur przypominający katowski, a u boku jałmużniczkę na monetę od skazańca, co symbolizować może wymierzenie sprawiedliwości.
Między Witoldem i Jungingenem są dowódca sił polskich Zyndram z Maszkowic i Mikołaj Skunarowski vel Skunaczewski, który po bitwie został przez Jagiełłę wysłany do Krakowa z wieścią o zwycięstwie.
Na środku, w dole obrazu leży umierający wielki komtur Konrad von Liechtenstein obok głowy leży jego hełm, a z boku jego powalony wierzchowiec. Po prawej obok Liechtensteina leży powalony wraz z koniem książę oleśnicki Konrad VII Biały kierujący trzymanym w ręku berłem w stronę księcia Witolda.
Po lewej stronie u góry, za księciem Witoldem toczy się walka o krzyżacką chorągiew, którą Polak wydziera Niemcowi. Natomiast po prawej stronie części centralnej widać trąbiącego rycerza Marcina z Wrocimowic z Chorągwią Wielką Królestwa Polskiego. Sztandar ten dumnie powiewa na wietrze, gdy niemiecki chyli się ku ziemi. Jest to symbolem ostatecznego zwycięstwa Polaków.
Lewa strona obrazu
Po lewej stronie śpieszy z pomocą wielkiemu mistrzowi książę szczeciński Kazimierz V. Pędzi on na czarnym koniu, w hełmie z pawimi piórami. Sam jest jednak, zgodnie z relacjami historycznymi, atakowany przez polskiego rycerza z kopią – Jakuba Skarbka z Góry – oraz jego giermka, który chwycił za cugle książęcego konia.
Bliżej Jungingena widać brodatego starca. Jest to komtur elbląski Werner von Tettingen.
Prawa strona obrazu
Po prawej stronie obrazu punktem centralnym jest rudobrody rycerz na upadającym koniu – komtur pokarmiński Markward von Salzbach, który został pochwycony na arkan przez Tatara. Po prawej od Salzbacha widać głowę komtura gniewskiego Johana von Wenden.
Na przodzie widać wąsatą postać czeskiego rycerza Jana Žižki w zbroi, który jedną nogą stoi na ziemi, a drugą nogę postawił na powalonym przeciwniku. Podniósł miecz, by zadać śmiertelny cios wrogowi – komturowi tucholskiemu Heinrichowi von Schwelborn. Tymczasem zagraża mu podstępna postać w ciemnym ubraniu, która czai się by zadać cios w bok kordelasem.
Zawisza Czarny jest przedstawiony w fioletowym ubraniu, bez hełmu; szarżuje uzbrojony w turniejową kopię.
W prawym górnym rogu, pod lasem dostrzec można króla Władysława II Jagiełłę na koniu. Wśród towarzyszących mu dostojników jest Zbigniew Oleśnicki. Przed nim leży martwy rycerz Dippold Kikeritz, który szarżą próbował zabić króla. Oleśnicki kopią wskazuje na niebo, gdzie jawi się spowita w jaśniejącym obłoku postać św. Stanisława ze Szczepanowa, patrona Polski.

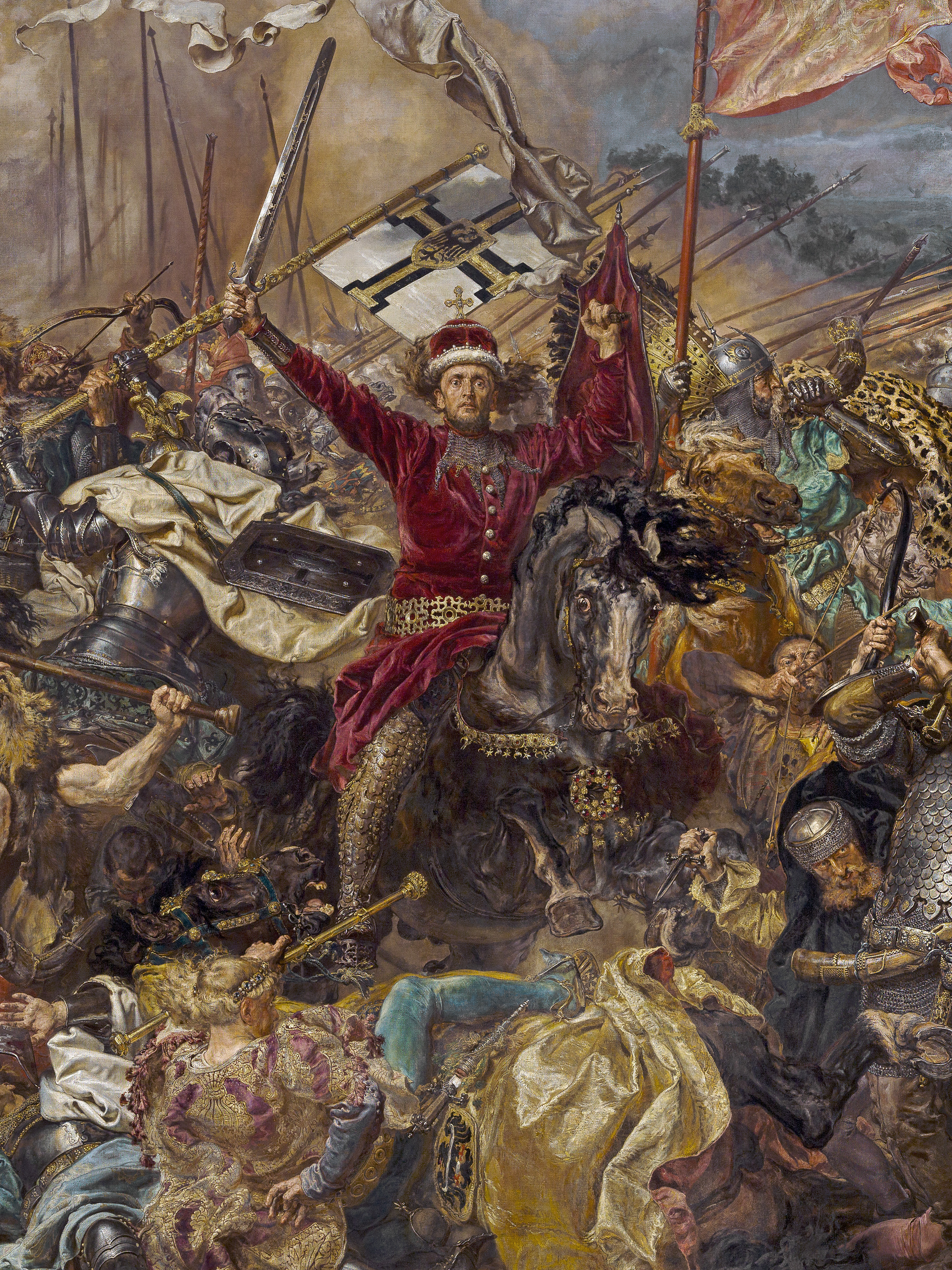
Witold Kiejstutowicz
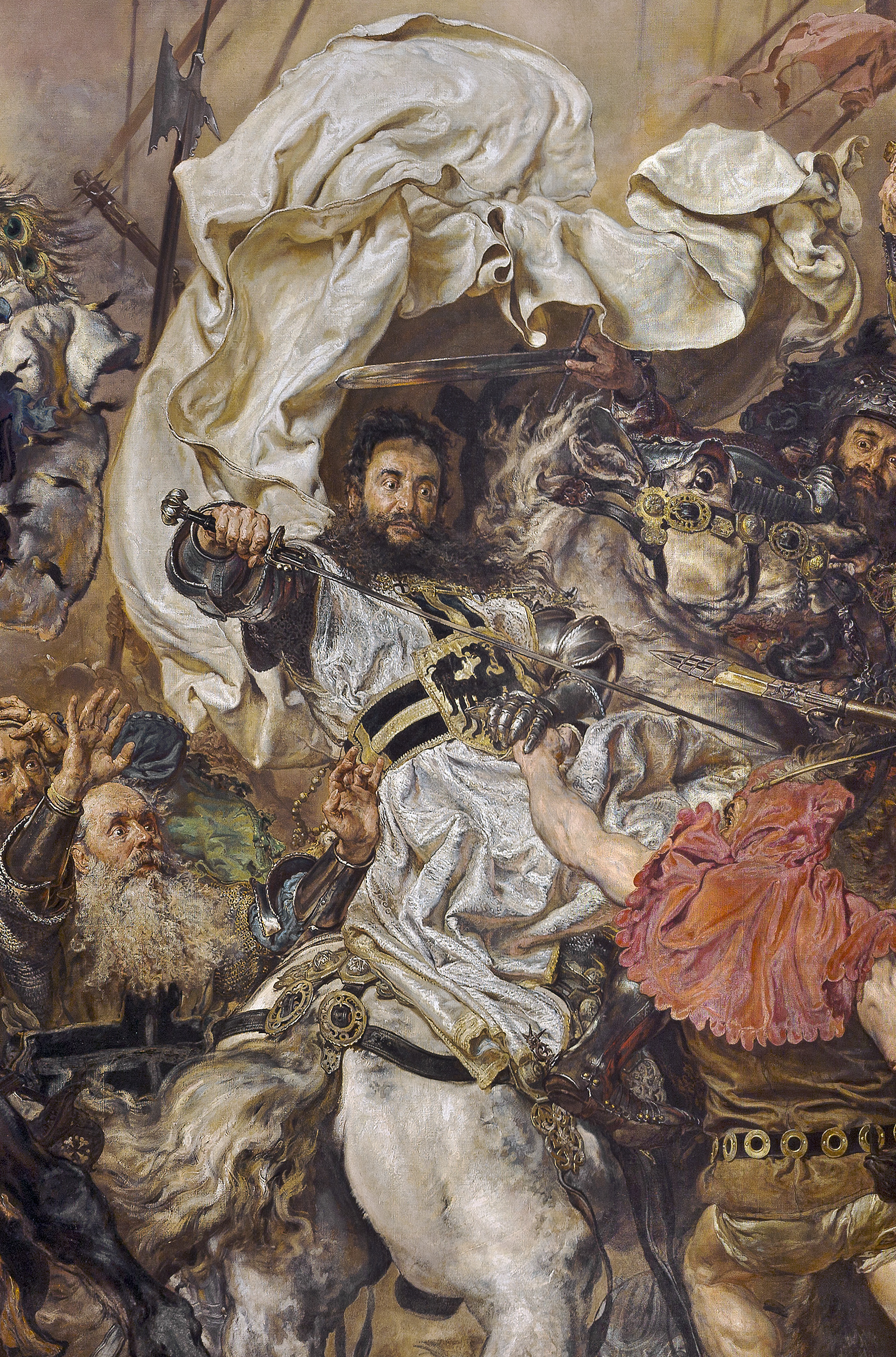
Ulrich von Jungingen
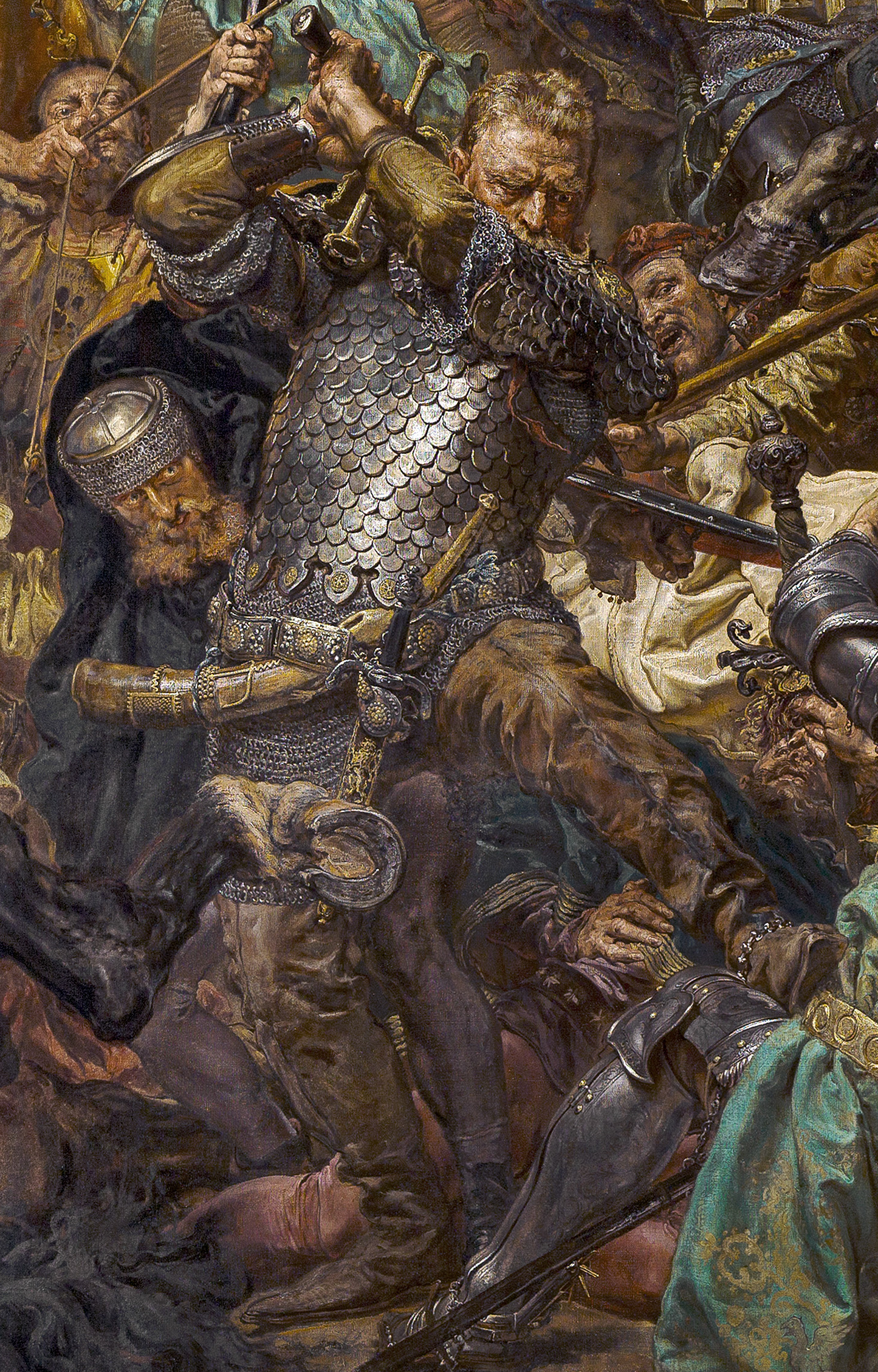
Jan Žižka
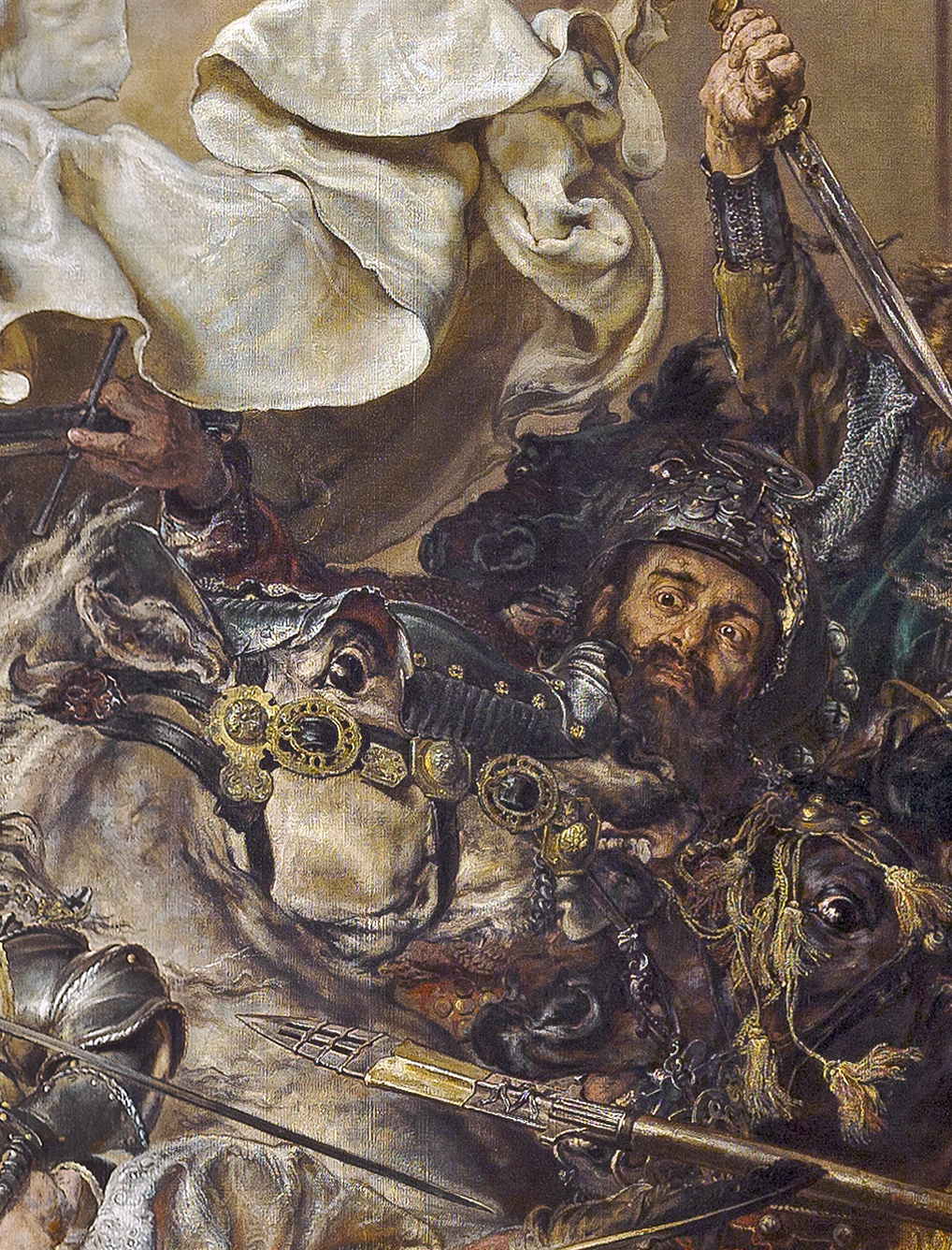
Zyndram z Maszkowic
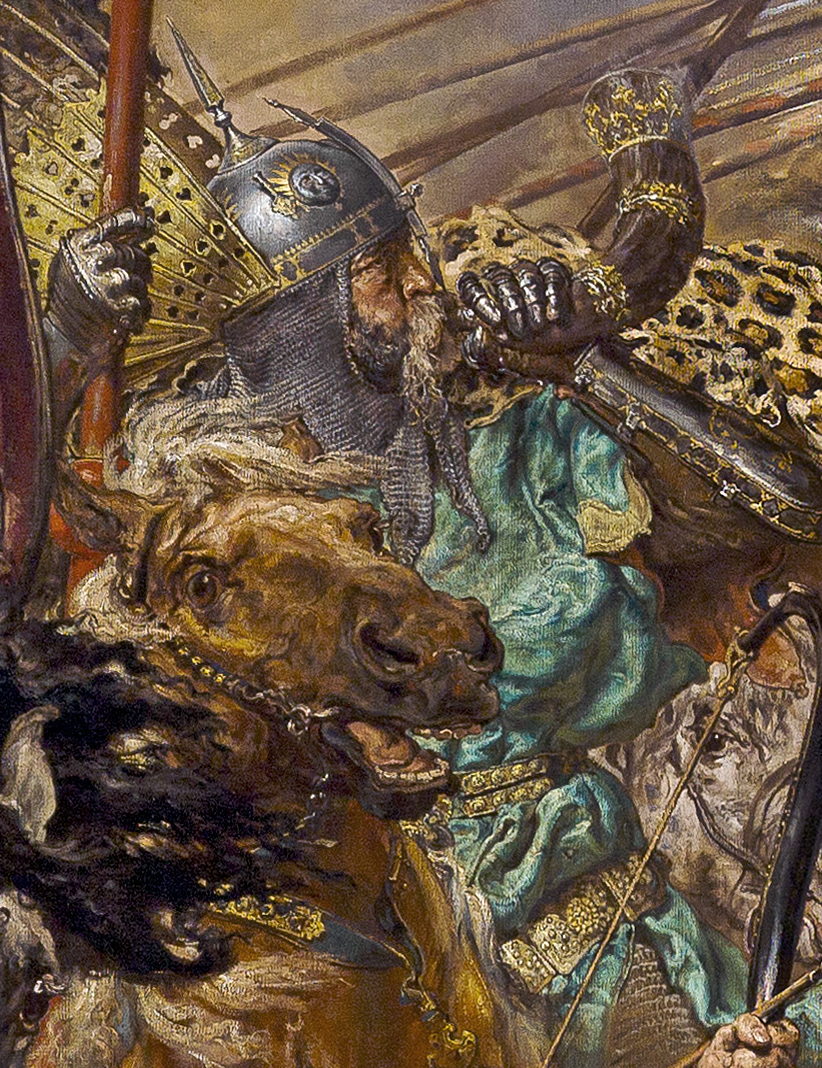
Marcin z Wrocimowic
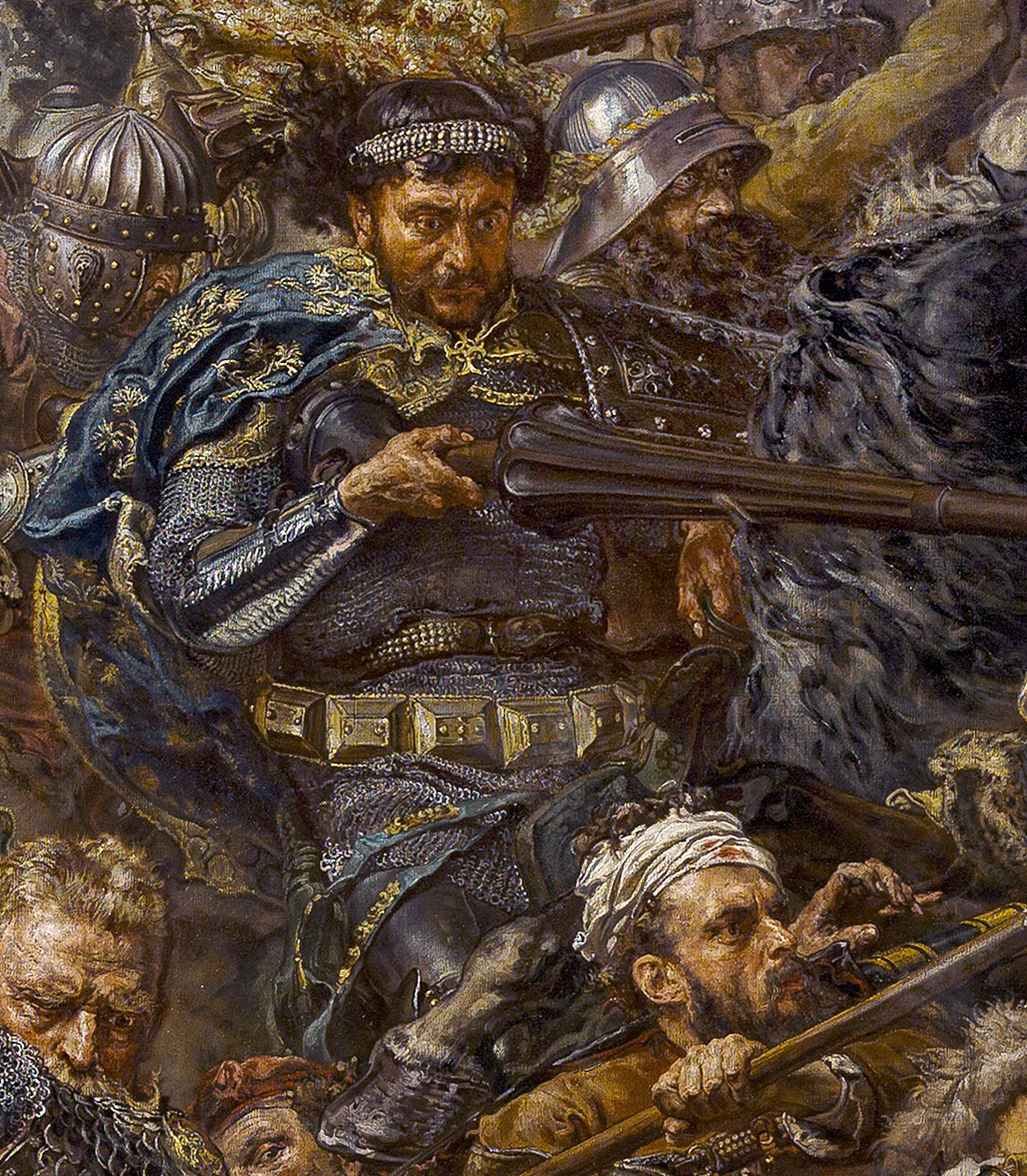
Zawisza Czarny
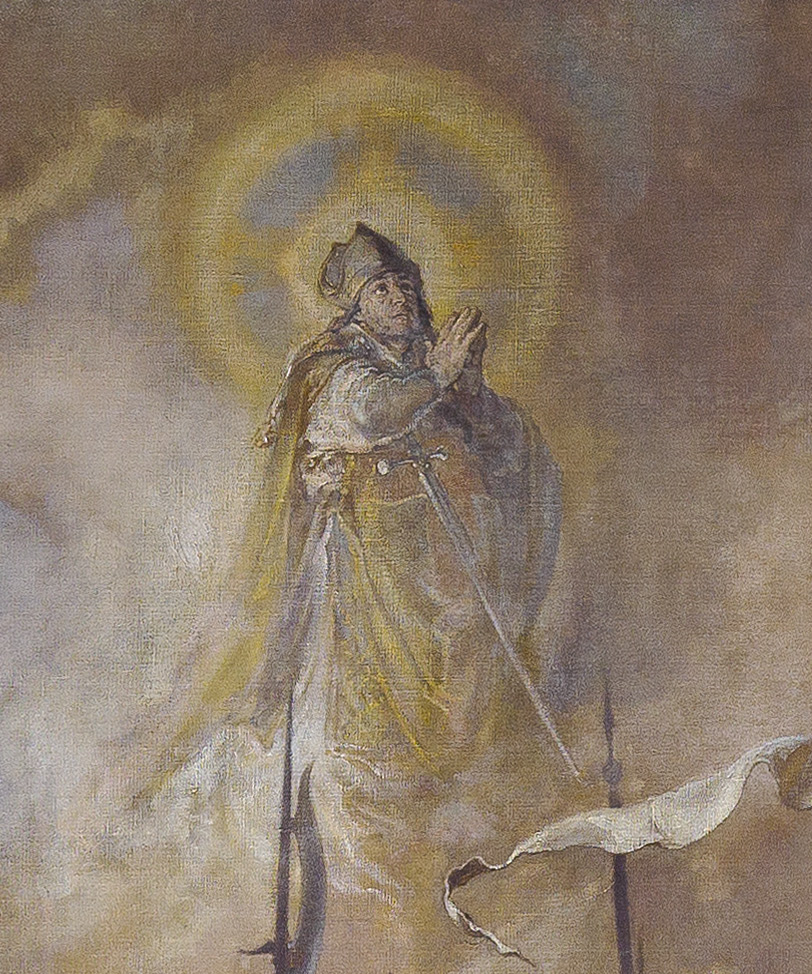
Święty Stanisław
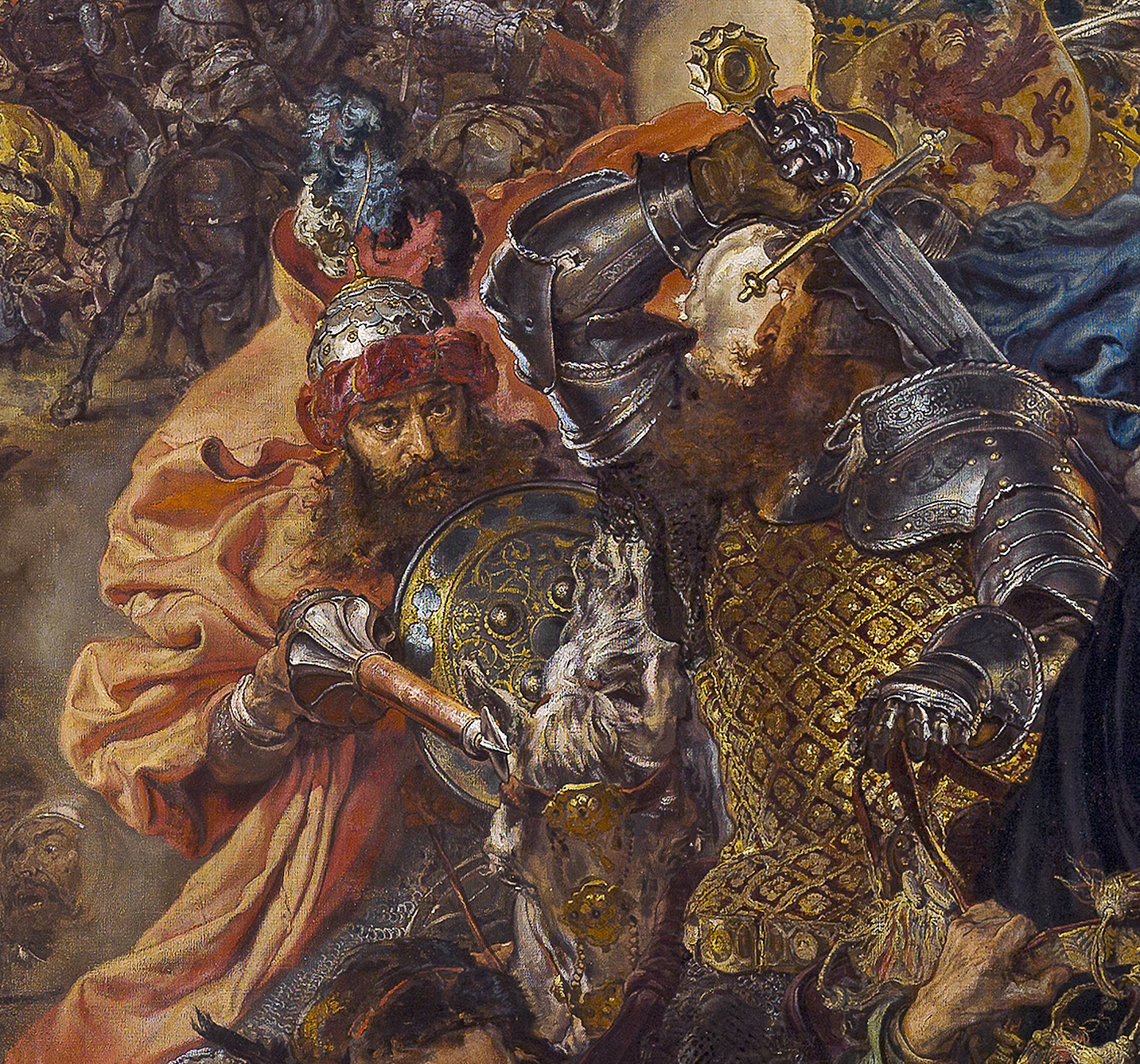
Jakub Skarbek z Góry
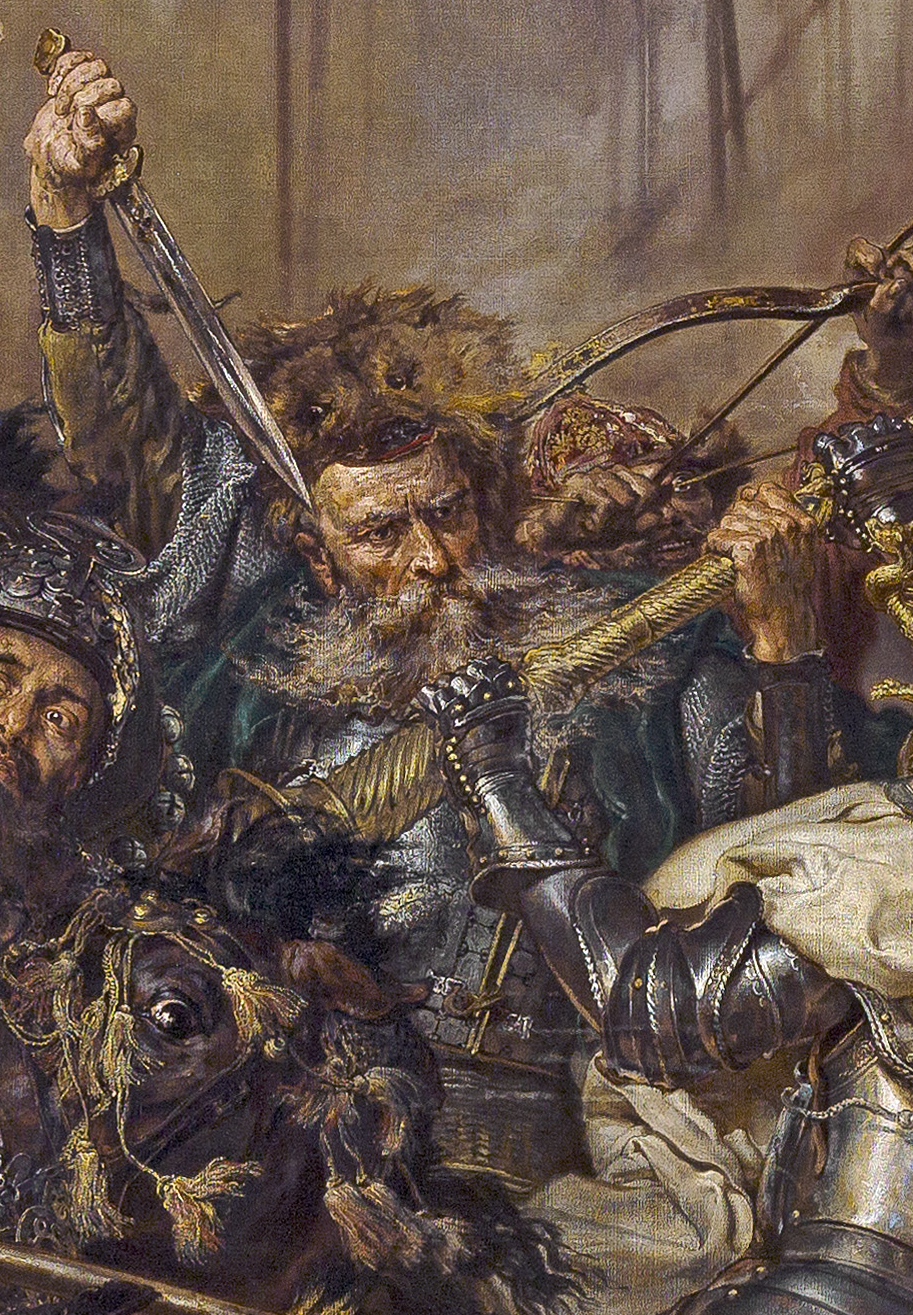
Mikołaj Skunarowski vel Skunaczewski
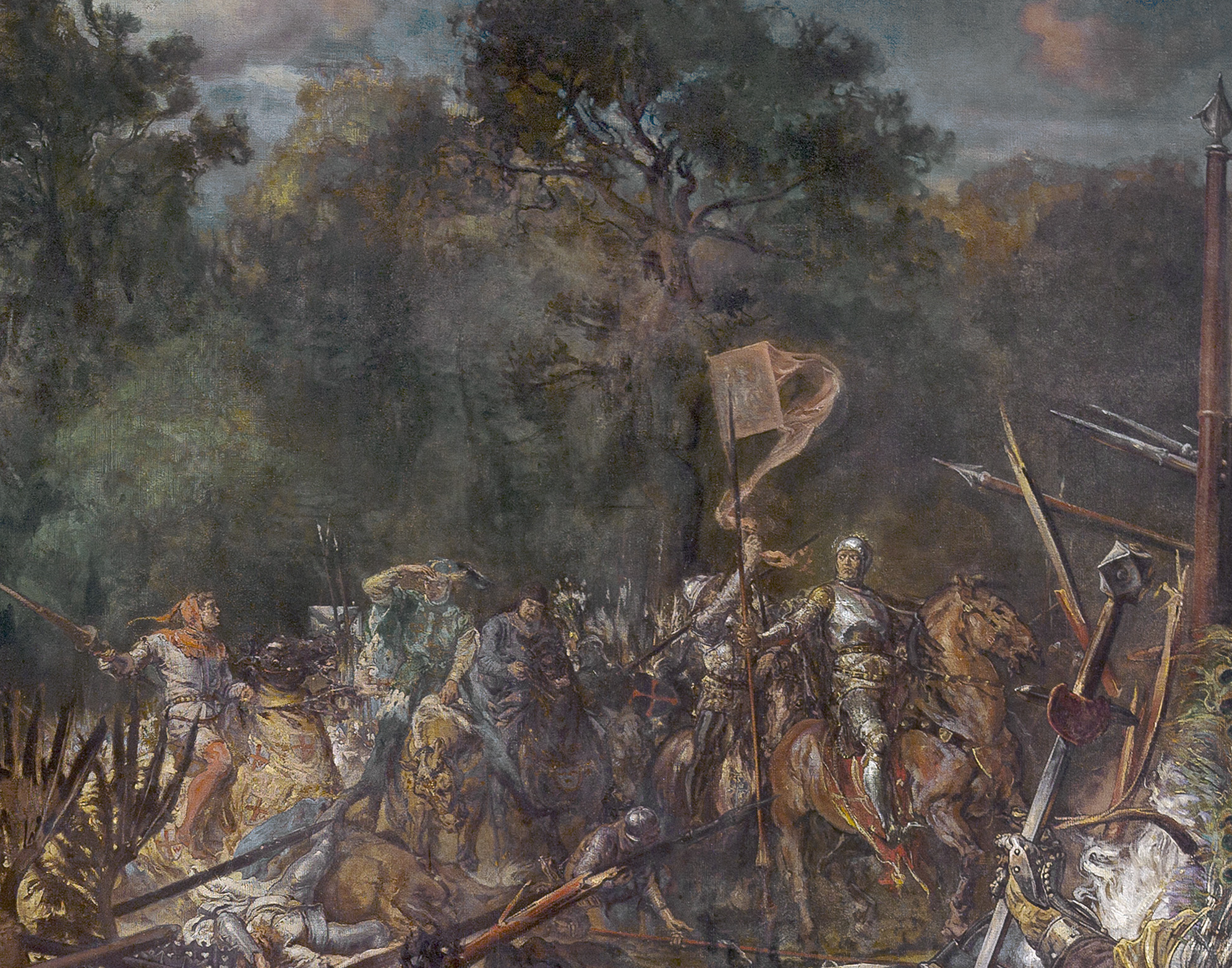
Władysław II Jagiełło

## Historia obrazu

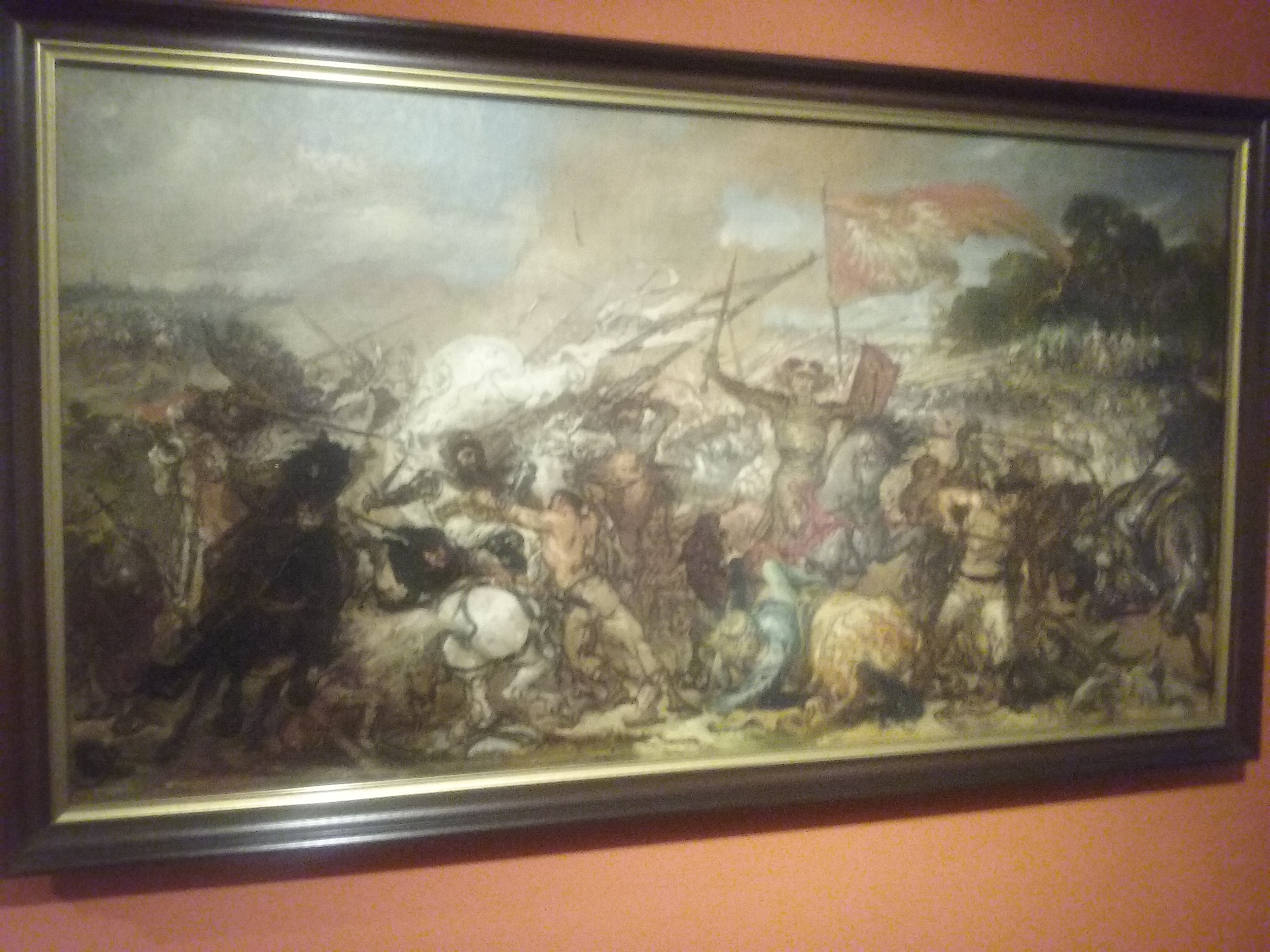
Jan Matejko, szkic olejny Bitwy pod Grunwaldem z 1872 roku (prezentowany obecnie na Zamku w Malborku)

Matejko zaczął malować obraz w 1872 r., a ukończył go w roku 1878. W lutym 1878 artysta sprzedał go, za kwotę 45 000 złotych reńskich, warszawskiemu finansiście Dawidowi Rosenblumowi. Pierwsza wystawa została otwarta 28 września 1878 w sali krakowskiego Urzędu Miasta. W tym samym roku płótno zostało przewiezione z Krakowa na wystawę do Wiednia, a w marcu 1879 zaprezentowane w Sali Balowej Pałacu Namiestnikowskiego w Warszawie. Następnie obraz pokazywany był kolejno na wystawach malarstwa w Petersburgu, Berlinie, Lwowie i Bukareszcie. W kwietniu 1880 znalazł się w Paryżu, a następnie powrócił do Warszawy, gdzie był na stałe eksponowany w galerii Towarzystwa Zachęty Sztuk Pięknych.
W 1902 odkupiono obraz od spadkobierców Rosenbluma i przekazano w darze do zbiorów Muzeum Towarzystwa Zachęty Sztuk Pięknych w Warszawie. W okresie I wojny światowej obraz został, ze względów bezpieczeństwa, wywieziony do Moskwy. Do Polski powrócił na mocy postanowień traktatu ryskiego w 1922 i został ponownie umieszczony w Warszawie.
Warto zapoznać się ze wspomnieniami świadka epoki, Mariana Trzebińskiego ukazującymi losy obrazu wkrótce po znalezieniu się w Warszawie (jak to podawał w swym pamiętniku):

>>Przypomina mi się, jak w dziesięć lat potem właściciel Grunwaldu przewiózł ten obraz do Warszawy i oddał w depozyt Zachęcie. Grunwald jednak tak szkodził sąsiednim obrazom, że ówczesny komitet kazał go obszyć w ciemny barchan i w ten sposób uchronił inne dzieła od groźnego konkurenta. Trwało to jednak niedługo. Grunwald kupiono do zbiorów, dla pomieszczenia których wybudowano oddzielną salę, gdzie po wydobyciu z pokrowca umieszczono arcydzieło Matejki

### II wojna światowa
We wrześniu 1939, na wieść o zbliżających się do stolicy wojskach niemieckich, podjęto decyzję o ewakuacji i ukryciu obrazu – pozostawienie go w Warszawie groziło unicestwieniem wskutek nalotów bombowych lub celowym zniszczeniem przez Niemców. Płótno zwinięto, zapakowano w specjalne skrzynie, załadowano na długą platformę i w asyście Stanisława Mikulicza-Radeckiego (dyrektora administracyjnego galerii), artysty malarza Stanisława Ejsmonda (wiceprezesa „Zachęty”) oraz kolejnego malarza Bolesława Surałły, udano się w kierunku Lublina. 9 września o godzinie 7:00 konwój z obrazem zajechał przed Muzeum Lubelskie, gdzie przekazano go intendentowi muzeum, profesorowi Władysławowi Woydzie. Podczas niemieckiego ataku powietrznego na Lublin, jedna z bomb lotniczych uderzyła w muzeum, zabijając dwóch artystów malarzy towarzyszących konwojowi – Stanisława Ejsmonda oraz Bolesława Surałłę.
Po klęsce Polski lubelskie Gestapo rozpoczęło intensywne poszukiwania obrazu. Minister propagandy III Rzeszy doktor Joseph Goebbels wyznaczył nagrodę 2 000 000 (podniesioną następnie do 10 000 000) reichsmarek niemieckich za odnalezienie płótna lub informację o miejscu jego przechowywania. Początkowo funkcjonariusze Gestapo próbowali przekupić profesora Woydę nagrodą, niemieckim obywatelstwem i paszportem do Niemiec, następnie grozili pozbawieniem życia – Woyda konsekwentnie odmawiał współpracy. Kiedy polskie radio w Londynie nadało fałszywą wiadomość o przybyciu Bitwy pod Grunwaldem do Wielkiej Brytanii, wtedy Niemcy zaprzestali szerszych działań zmierzających do odszukania obrazu. Profesor Woyda po zaaranżowanym fikcyjnym wywiezieniu obrazu z Lublina, dokonanym w celu zatarcia śladów, ograniczeniu kręgu osób mających wiedzę o płótnie i miejscu jego przechowywania oraz, po ponownym przepakowaniu, na specjalnie skonstruowany rulon, zdecydował się ostatecznie na ukrycie Bitwy pod Grunwaldem w jednej z podlubelskich wsi, gdzie obraz przebywał do momentu zajęcia Lublina przez Armię Czerwoną w roku 1944.
Po zakończeniu II wojny światowej obraz został odkopany i wydobyty z zacementowanego wcześniej sarkofagu i 17 października 1944 oficjalnie przejęty przez Wincentego Rzymowskiego – kierownika resortu kultury i sztuki przy PKWN. Po wstępnym oczyszczeniu i przewiezieniu do Muzeum Narodowego w Warszawie, został w latach 1945–1949 odrestaurowany pod kierunkiem profesora Bohdana Marconiego. Wkrótce został umieszczony w Muzeum Narodowym w Warszawie jako stały element ekspozycji.

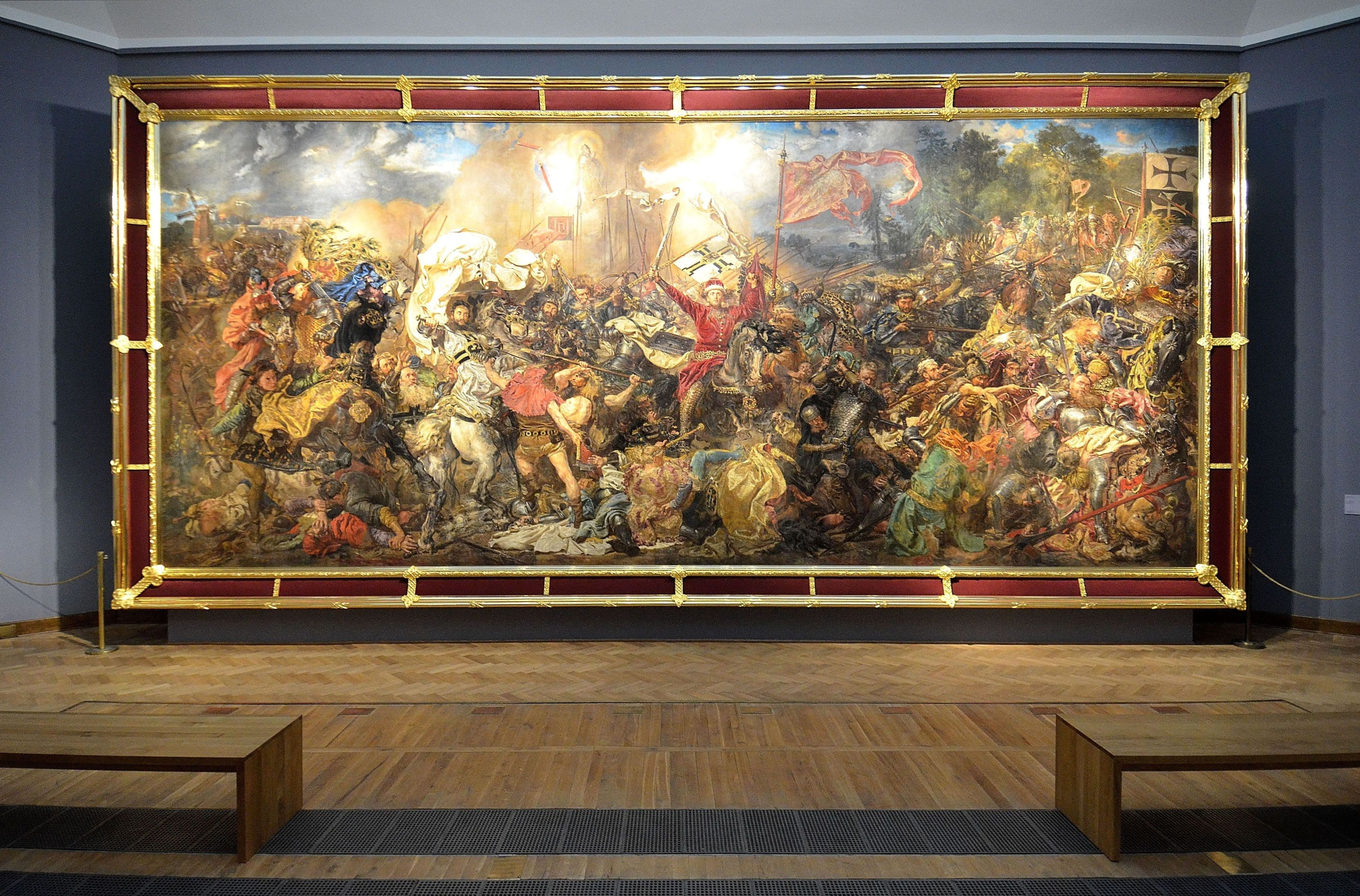
Bitwa pod Grunwaldem w Muzeum Narodowym w Warszawie

### Konserwacja obrazu w latach 2010–2012
W 2010 obraz miał zostać pokazany na Wawelu na wystawie „Na znak świetnego zwycięstwa” z okazji 600. rocznicy bitwy pod Grunwaldem. Z powodu złego stanu płótna planu nie zrealizowano. Dorota Ignatowicz-Woźniakowska, główna konserwator Muzeum Narodowego w Warszawie oceniła, że prace konserwatorskie mogą kosztować około 1 miliona złotych. Profesor Józef Szaniawski, który brał udział w oględzinach obrazu, zauważył m.in. postrzępione rogi i krawędzie, rozchodzące się włókna, a miejscami samo próchno. Dodatkowo obraz miejscami pokrywały trzy lub cztery warstwy werniksu, położonego często nierówno, pod którym widać było zabrudzenia zniekształcające kolorystykę.
Konserwacja Bitwy pod Grunwaldem rozpoczęła się w lipcu 2010 i składała się z dwóch etapów: prac konserwatorsko-restauratorskich prowadzonych na podobraziu oraz konserwacji tzw. lica, czyli warstwy malarskiej. Ze względu na duże rozmiary dzieła (42 m²) przeprowadzono ją w specjalnie zaadaptowanej do tego celu Sali Matejkowskiej na I piętrze Muzeum Narodowego w Warszawie (gdzie na stałe eksponowany jest obraz). Podczas trwających dwa lata prac konserwacyjnych zużyto 2,5 tysiąca ostrzy skalpeli oraz ponad 150 litrów rozpuszczalników, za pomocą których zdrapano około 200 kilogramów brudu oraz warstw poprzednich konserwacji. Obraz, którego masa przed konserwacją wynosiła około 500 kilogramów ma obecnie 42,7 metrów kwadratowych oraz waży 290 kilogramów. Koszt konserwacji obrazu wyniósł ponad milion złotych.
Prace zakończyły się w sierpniu 2012, a we wrześniu odrestaurowany obraz i Salę Matejkowską ponownie udostępniono dla zwiedzających.

## Obraz Matejki w kulturze

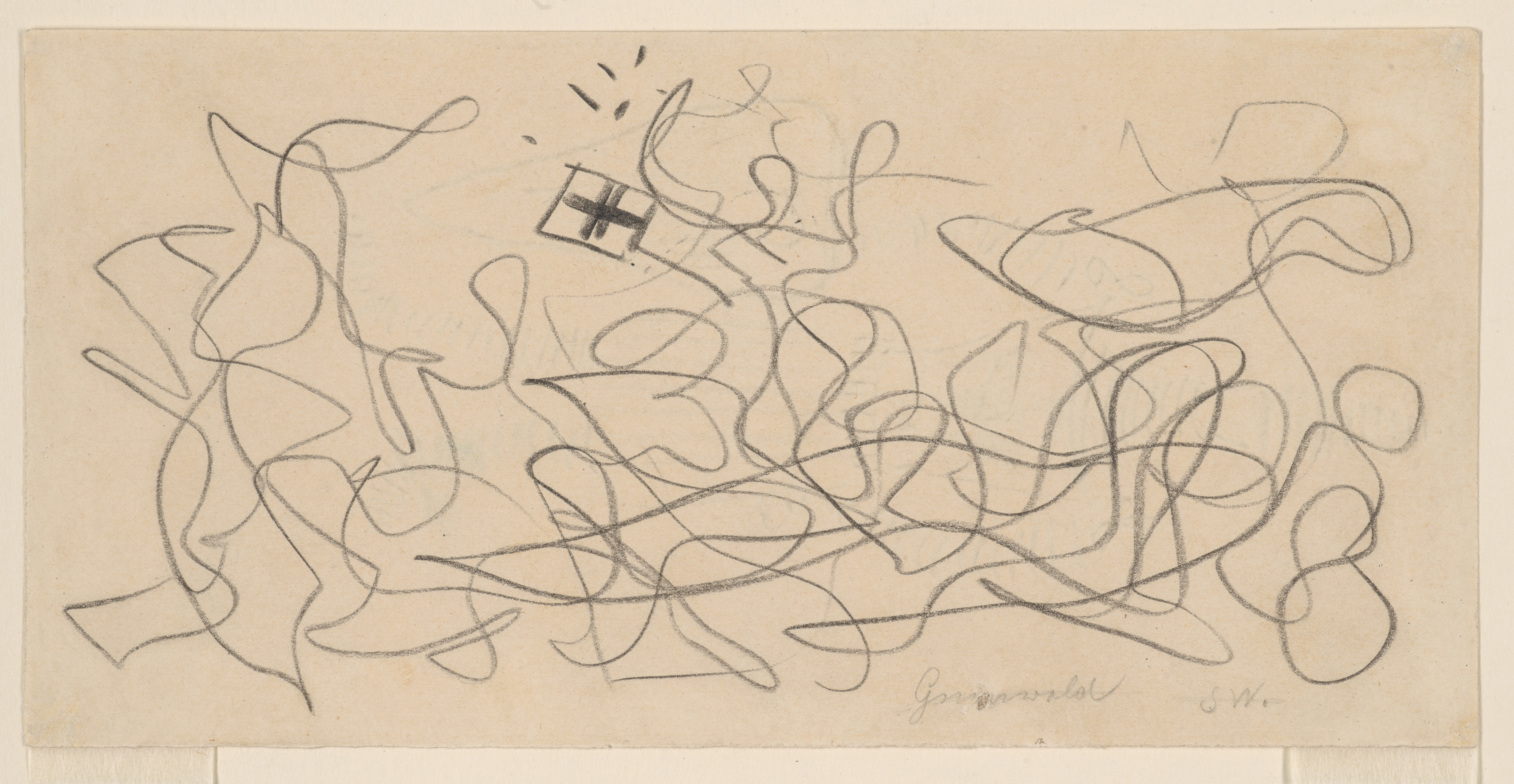
Karykatura obrazu autorstwa Stanisława Wyspiańskiego

- Wiersz poświęcony obrazowi pt. „Grunwald. Przed obrazem Matejki” napisała polska pisarka Maria Konopnicka[17].
- Stereoskopowa wersja obrazu Matejki zrealizowana została w technologii 3D na 600. lecie Bitwy pod Grunwaldem przypadającą w 2010. Wykonał ją zespół grafików z firmy Platige Image pod artystycznym nadzorem Rafała Kidzińskiego oraz Tomasza Bagińskiego[18][19]. Jest to pierwsza na świecie rekonstrukcja dzieła malarskiego w technice stereoskopowej. Animację można było zobaczyć w Muzeum Narodowym w Warszawie. Była ona także prezentowana 14–20 października 2010 na Festiwalu Filmów Polskich w Los Angeles[20].
- Obraz pojawia się w serialu Stanisława Barei Alternatywy 4 jako ozdoba ursynowskiego mieszkania wysoko postawionego działacza partyjnego, Jana Winnickiego. Wielkość obrazu kontrastuje z przestrzenią mieszkania: obraz musi zostać zgięty pod kątem prostym i zajmuje dwie ściany[21]
- Bitwa pod Grunwaldem została wykorzystana w Instalacji Edwarda Krasińskiego z 1997 (w kolekcji Zachęty Narodowej Galerii Sztuki)[22].
- Z okazji 600. rocznicy bitwy grupa rękodzielników wyhaftowała kopię obrazu o wymiarze 9,87 × 4,26 m[23].
- Kopię obrazu wykonał Ireneusz Rolewski, absolwent Wydziału Grafiki i Malarstwa ASP w Łodzi. Kopia jest o 3,17 proc. większa od pierwowzoru i została oprawiona w ramę, która wcześniej służyła oryginałowi. Artysta uzyskał zgodę Muzeum Narodowego w Warszawie na malowanie z oryginału, praca w muzeum zajęła 620 dni. Dalsze prace, dzięki pomocy Muzeum Historycznego Skierniewic, kontynuowane były w Skierniewicach – w których dzieło po raz pierwszy została zaprezentowane (z okazji 610 rocznicy Bitwy pod Grunwaldem)[24][25][26].